# Esquí de muntanya

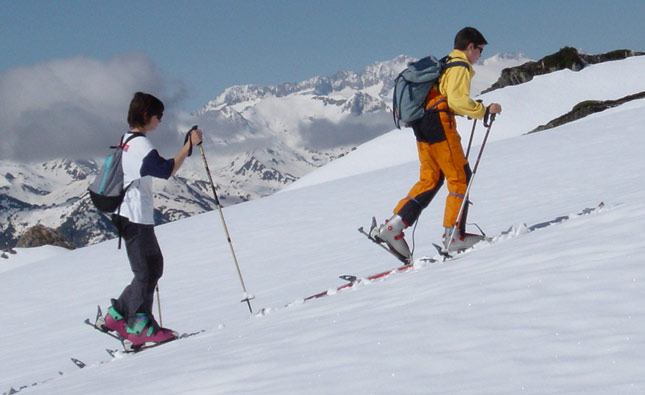
Practicants d'esquí de muntanya

L'esquí de muntanya, també anomenat esquí de travessa i esquí alpinisme, és una modalitat d'esquí que no requereix zones preparades ni senyalades i que té com a objectiu fer l'ascensió i el descens d'un pic, una travessa o una excursió. Esquí alpinisme és el terme més utilitzat a Europa.
Com altres activitats de muntanya, es tracta d'un esport de risc. Cal material i equip específic, així com una preparació física i capacitat tècnica que depassa de molt el simple domini de les habilitats de descens.
Té el seu origen als Alps, a les primeres dècades del segle xx, en un moment en què l'alpinisme era una activitat d'estiu plenament consolidada, però durant l'hivern i la primavera l'alta muntanya romania tancada a tota activitat humana. Actualment es practica arreu del món. Existeixen també nombroses competicions, organitzades per clubs d'alpinisme o excursionisme, i es publica anualment un calendari de curses, que recull les més importants.
Altres modalitats d'esquí que permeten fer l'ascens i el descens són el telemarc i el splitboard.

## Material específic
- Equip bàsic:
  - Esquís de muntanya, semblants als d'esquí alpí
  - Bastons, lleugerament més llargs que els de l'esquí alpí i que són fonamentals en la progressió.
  - Fixacions, que permeten deixar anar el taló de l'esquí per a poder caminar.
  - Botes d'esquí de muntanya
  - Pells de foca, que es col·loquen a sota de cada esquí per a poder pujar pendents. El seu nom ve de l'animal marí la pell del qual es feia servir antigament per a fabricar l'accessori.
  - Ganivetes, en cas d'haver de caminar sobre la neu dura.
  - Roba adequada.
- Equip de seguretat:
  - DVA
  - Sonda
  - Pala
- Material divers:
  - Piolet
  - Grampons